# Église Saint-Martin de Bully
L'église Saint-Martin de Bully est une église catholique située à Feuguerolles-Bully, en France.

## Localisation
L'église est située dans le département français du Calvados, sur le territoire de la commune de Feuguerolles-Bully.

## Historique
L'édifice date du XIe et du XIIe. Selon Arcisse de Caumont la nef possède un mur en opus spicatum de la fin du XIe ou du XIIe, le chœur est daté par le même de la fin du XIIe ou du XIIIe.
L'église fait partie des rares édifices non incendiés pour mettre fin à une épidémie de peste noire en 1638.
L'église, dédiée à saint Martin et saint Gourgon, n'était plus paroissiale en 1846.
L'édifice est inscrit au titre des monuments historiques le 23 juin 1933.

## Architecture
Le tympan, élément le plus remarquable de cette église, représente un curieux personnage écartelé entre deux félins, au-dessus de ce relief figure une archivolte. Certains l'ont identifiée à « Daniel dans la fosse aux lions », d'autres à une représentation de la luxure.
Selon Arcisse de Caumont, « le reste de l'édifice a peu d'intérêt ».

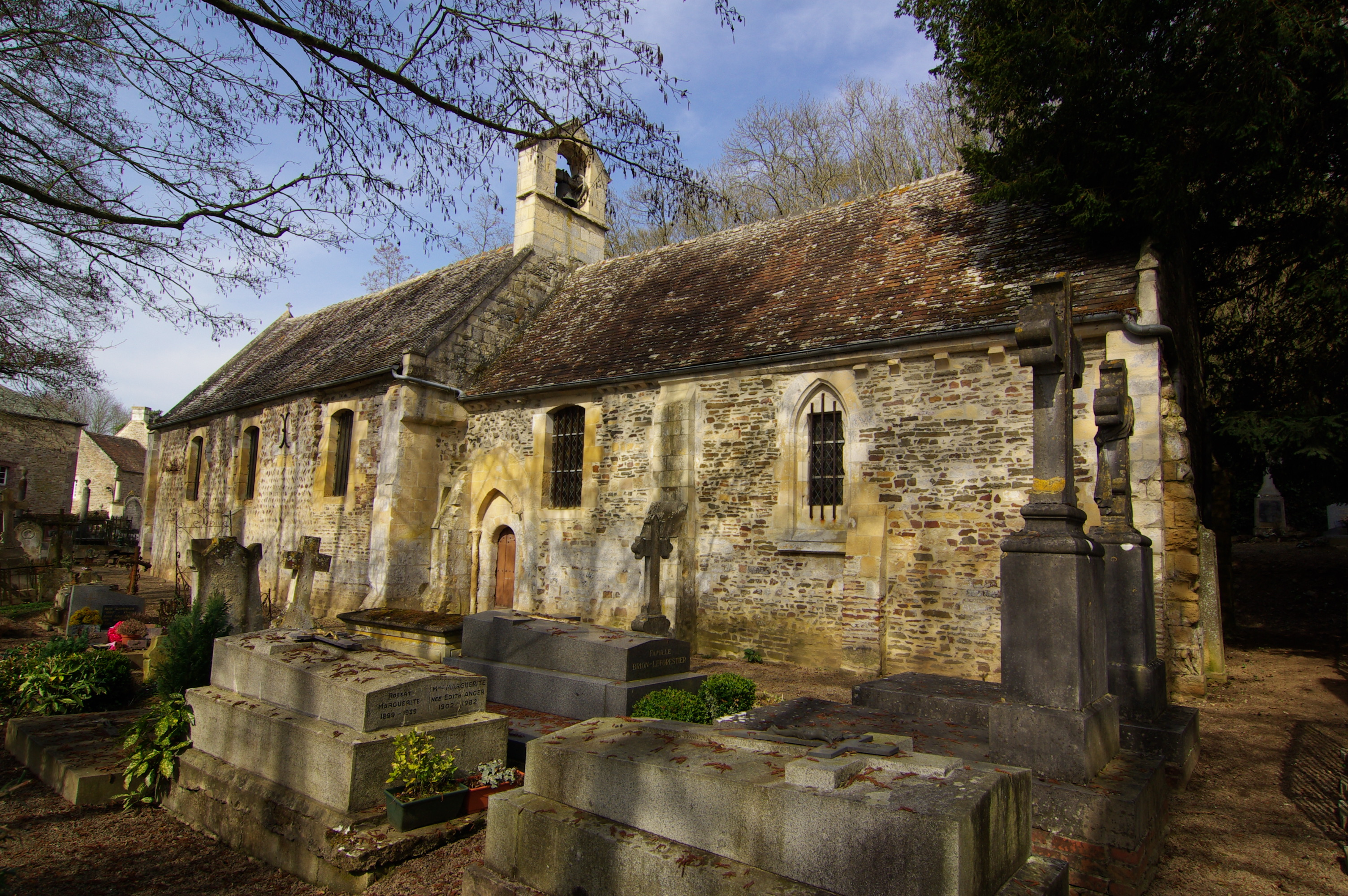
Autre vue extérieure.
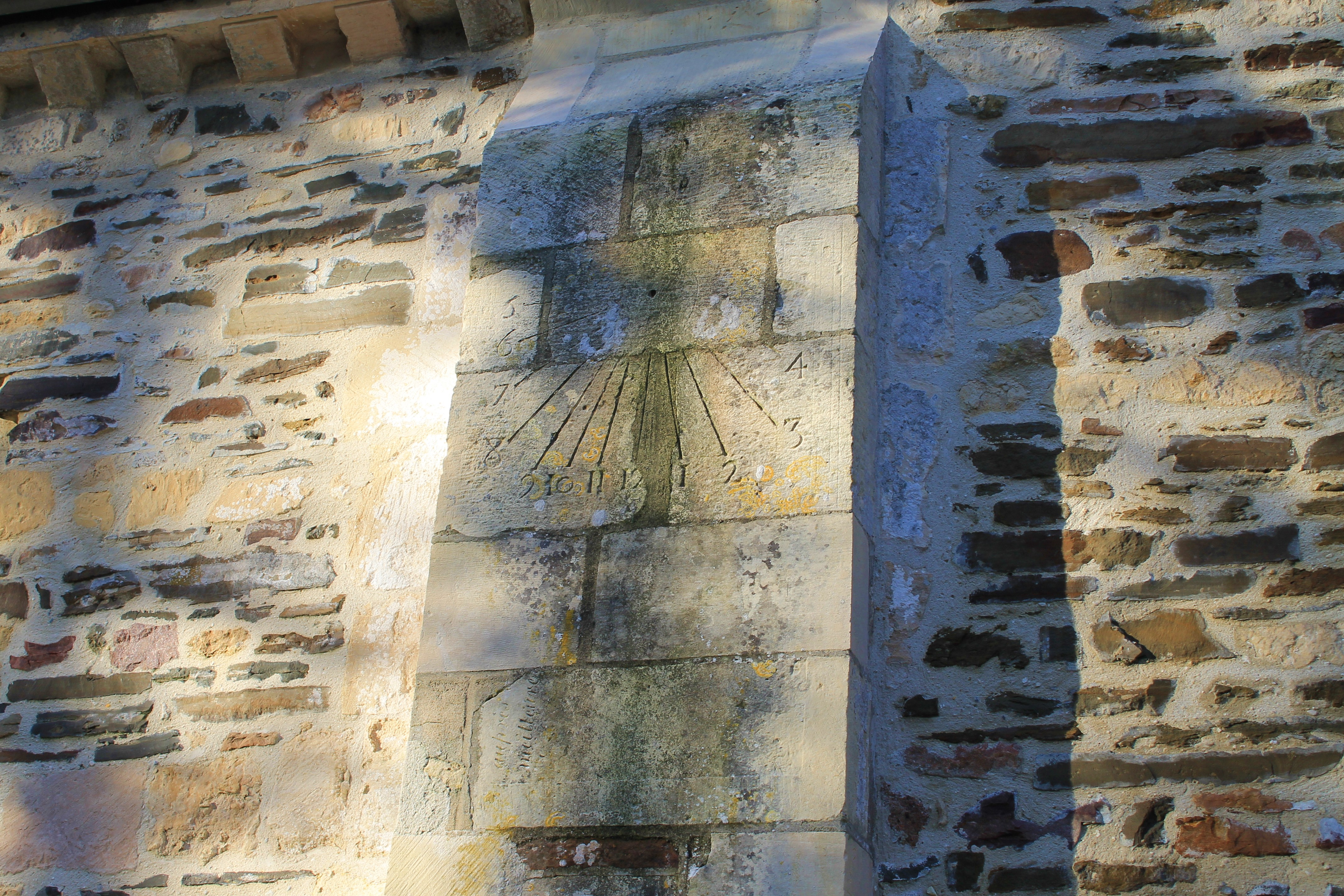
Cadran solaire sur la façade.
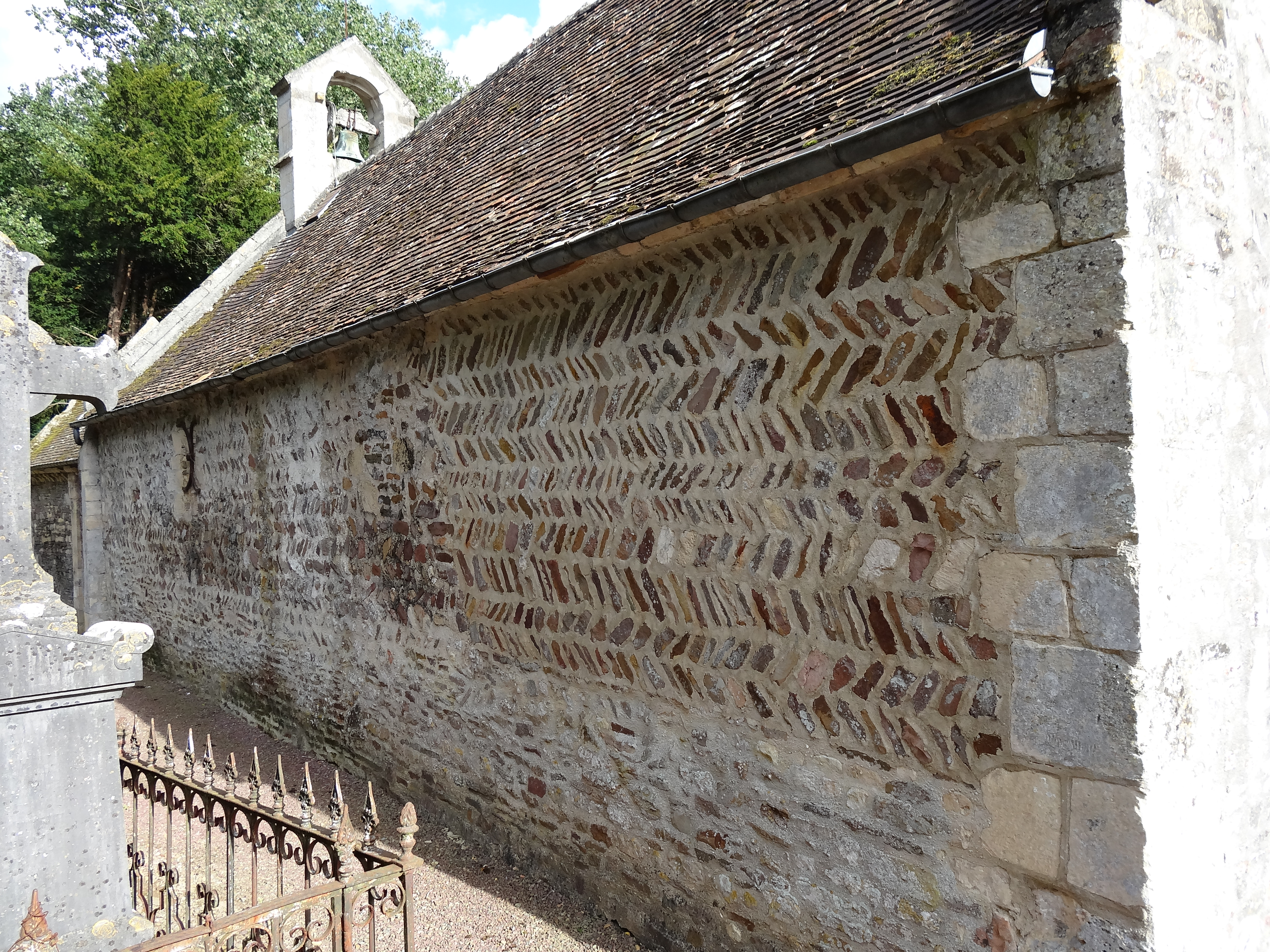
Façade nord de la nef avec opus spicatum.
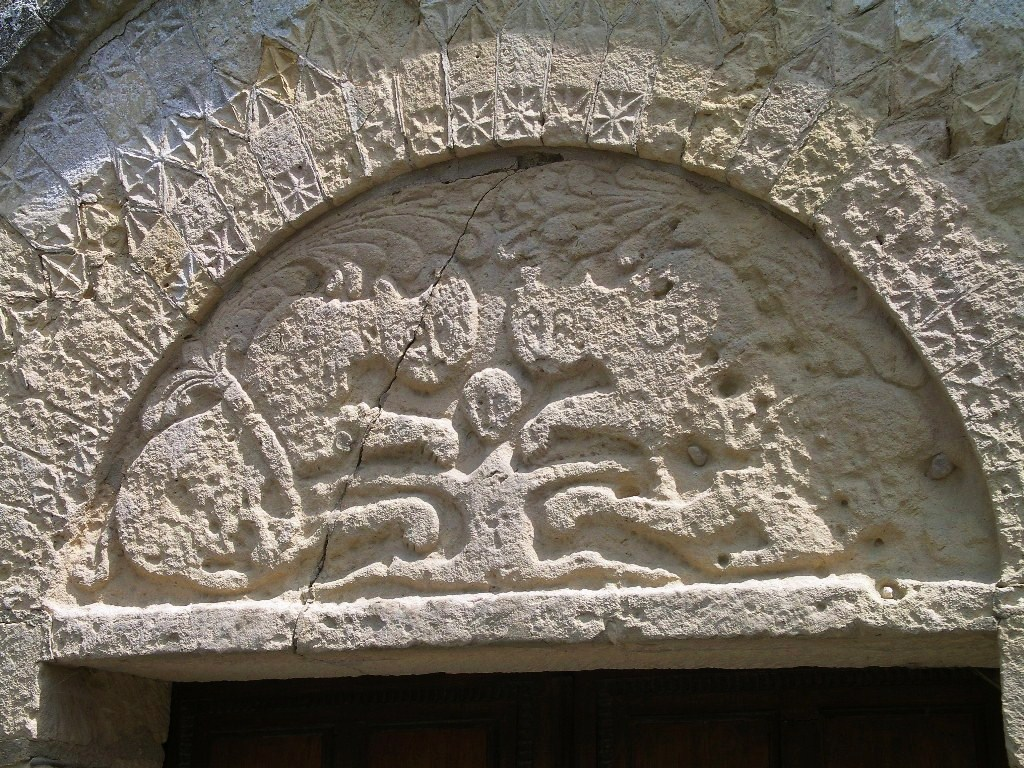
Tympan de l'église.